# Массовое убийство в Вешкайме
Массовое убийство в Вешкайме произошло днём 26 апреля 2022 года в рабочем посёлке Вешкайма Ульяновской области России. Стрельбе в детском саду «Рябинка» предшествовало убийство 68-летнего местного жителя, владеющего охотничьим ружьём. В результате стрельбы погибли 4 человека, один получил ранения, нападавший покончил жизнь самоубийством.

## Ход событий
Утром 26 апреля 26-летний местный житель Руслан Ахтямов встретился с 68-летним Александром Дрониным под предлогом совместной поездки на охоту. Через некоторое время Ахтямов отнял охотничье ружьё ИЖ-27 у пенсионера и расправился с ним. В 13:05 нападавший подошёл к детскому саду «Рябинка» с ружьём в руках и выстрелил в помощницу воспитателя, делавшую уборку на крыльце. После этого он вошёл в здание, где его попыталась остановить воспитательница, ставшая его первой жертвой. Расправившись с ней, стрелок зашёл в спальню и убил двоих воспитанников. Затем стрелок сел на одну из кроватей и покончил с собой.

## Личность подозреваемого
Руслан Рушанович Ахтямов родился 22 апреля 1996 года. Он был воспитанником детского сада, в котором впоследствии устроил бойню. Отец Рушан Ахтямов иногда подрабатывает на стройке и злоупотребляет алкоголем. В 2019 году Рушан проходил обследование у психиатра, однако у него не было выявлено проблем со здоровьем. Мать Татьяна Ахтямова работает бухгалтером местного управления образования. В школе Руслан подвергался травле. Бывшая одноклассница убийцы Наталья рассказала, что Руслан плохо одевался и не всегда имел при себе школьные принадлежности. Ни с кем не общался и не дружил. Перешёл на домашнее обучение. По словам матери, в 9 классе Руслан попал в плохую компанию, тогда у него «произошёл какой-то сдвиг». После окончания 9 классов Ахтямов пошёл учиться в Карсунский политехнический техникум на бухгалтера. В 2013 году, при поставлении на учёт в военкомат, Руслану был поставлен диагноз «психическое расстройство, обусловленное повреждением или дисфункцией головного мозга». В связи с этим Руслан наблюдался в психоневрологическом диспансере. За 2021 год убийца посещал психиатрическую больницу трижды: в июле, августе и сентябре.

## Погибшие и раненые
В результате нападения погибли 5 человек:
1. Александр Дронин (68 лет) — пенсионер;
2. Ольга Митрофанова (35 лет)[14] — воспитатель детсада «Рябинка»;
3. Екатерина Соснова (6 лет) — воспитанница детсада;
4. Владимир Крылов (5 лет)[15] — воспитанник детсада;
5. Руслан Ахтямов (26 лет) — подозреваемый в совершении нападения; самоубийство.

Ранения получил один человек: Елена Карпова (52 года), помощница воспитателя.

## Последствия
Губернатор Ульяновской области Алексей Русских сообщил, что семьям погибших будет оказана медицинская, психологическая и социальная помощь.
28 апреля в Вешкаймском районе был объявлен траур по погибшим. В тот же день состоялись похороны жертв на местном кладбище. Тело самого убийцы сначала собирались похоронить на местном татарском кладбище, но затем решили сделать это в селе в Карсунском районе.

## Реакция
Омбудсмен Татьяна Москалькова призвала Росгвардию дежурить в школах и детсадах. Соболезнования в связи с трагедией выразили глава региона Алексей Русских, митрополит Лонгин, гла́вы Ставрополья, Хакасии, Ямало-Ненецкого автономного округа и ряда других регионов.